# Bruno Provenzano
Bruno Provenzano (Mar del Plata, Provincia de Buenos Aires, Argentina, 16 de septiembre de 1996) es un baloncestista argentino que habitualmente se desempeña en la posición de base. 

## Trayectoria
Surgido de la cantera de Quilmes, hizo su debut en la Liga Nacional de Básquet el 26 de abril de 2014 en una nueva edición del clásico del básquet argentino ante Plata.   
La temporada 2015-16 la jugó en el Torneo Nacional de Ascenso -la segunda categorías del baloncesto argentino-, como ficha juvenil de Hindú de Resistencia.
Tras retornar a Quilmes a mediados de 2016, jugó tres temporadas más con el club marplatense, antes de dejar la competición profesional. 
Luego de vivir durante un tiempo en los Estados Unidos, retornó a su país y volvió a jugar al baloncesto en los torneos de la Asociación Marplatense de Básquetbol con las camisetas de Sporting Club y Alvarado.

### Clubes
| Club                 | País      | Año         |
| -------------------- | --------- | ----------- |
| Quilmes              | Argentina | 2014 - 2015 |
| Hindú de Resistencia | Argentina | 2015 - 2016 |
| Quilmes              | Argentina | 2016 - 2019 |
| Sporting Club        | Argentina | 2021        |
| Alvarado             | Argentina | 2022        |